# 札幌駅立売商会
株式会社札幌駅立売商会（さっぽろえきたちうりしょうかい）は、札幌市東区に本社を置く食品会社。

## 概要
札幌駅を拠点に「弁菜亭」の屋号で駅弁の製造販売・構内食堂を運営し札幌駅構内に複数の駅弁販売店舗と2ヶ所のそば店を持つ。駅構外にも弁当店・食堂があり、またファーストフード店のフランチャイズ店も運営している。
2021年には新型コロナウイルスに伴う注文減少を受けコープさっぽろ系列に入り、弁当共同開発やコープさっぽろ白石中央店への出店と駅売りより容量を減らした安価な弁当販売、配食サービスでの和菓子等の取り扱い、コープ組合員向けのおせち料理製造といった協業や販路支援をとり業績の立て直しを図る。
駅弁販売については人手不足によりスタッフの確保が難しくなっているため有人販売から自動販売機への切り替えを進めている。

## 歴史
（前史 - 1880年、幌内鉄道が札幌停車場を開設。1889年に北海道炭礦鉄道に改組。）
- 1890年 - 高田文蔵他6名が営業人となり、札幌駅で駅弁の販売が開始される。
- 1899年 - 高田文蔵にかわり比護与三吉が営業人となり、比護屋という商号を名乗る。
- 1906年 - 北海道炭鉱鉄道が国有鉄道となる。営業人のひとり洲崎庄次郎（商号は北間屋）が、その後定番商品となる「柳餅」を発売。
- 1923年 - その後定番商品となる「石狩鮭めし」を発売。
- 1943年 - 戦時統合で構内営業人5名がひとまとまりとなった有限会社札幌駅構内立売商会が発足する。
- 1961年 - ホームに駅蕎麦を開店。
- 1976年 - 株式会社に改組。
- 1984年 - 現在の本社工場が竣工。
- 2021年 - コープさっぽろ系列の「コープトレーディング」の傘下に入る[4]。

## 主な商品

### 駅弁

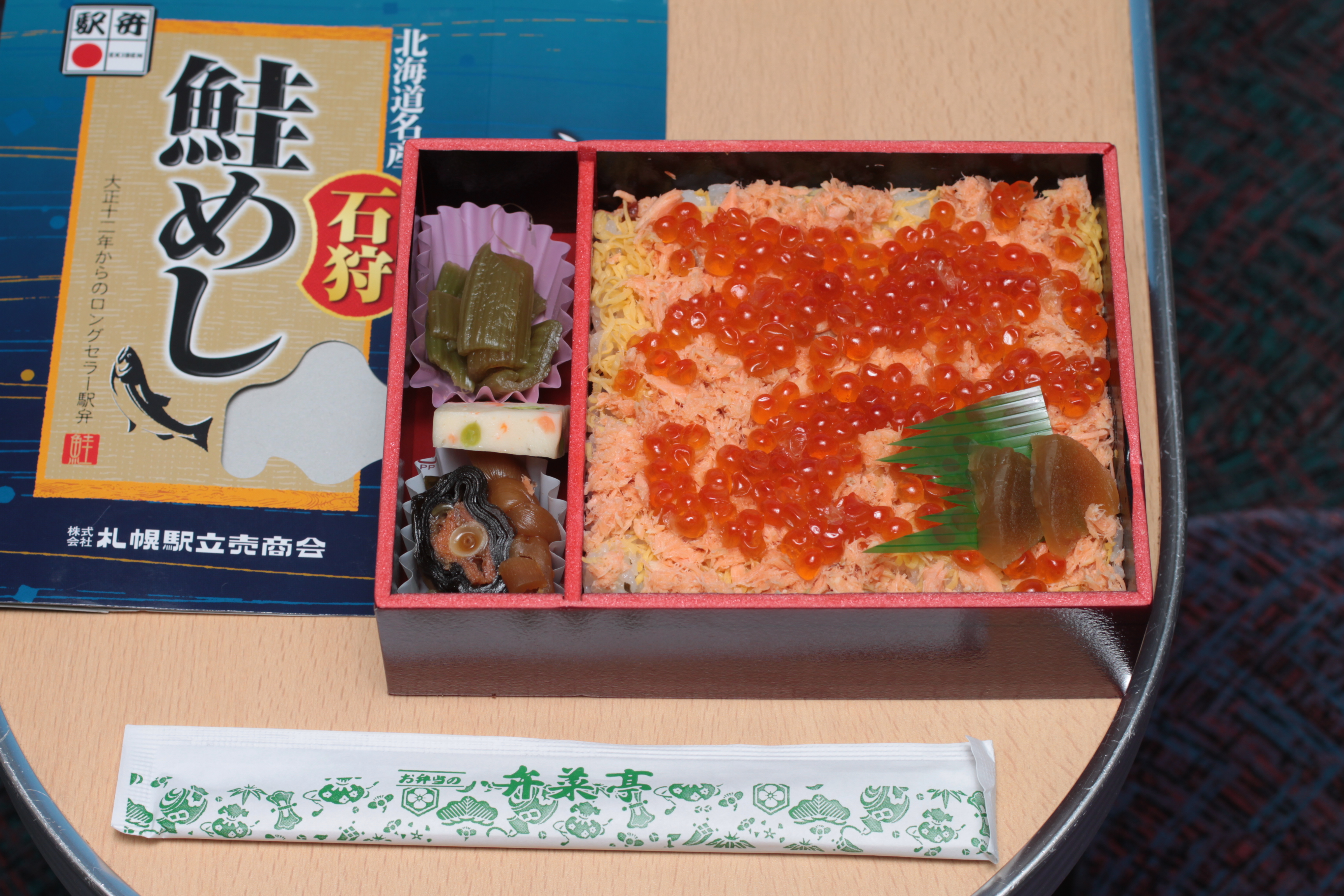
石狩鮭めし

- 柳餅

1906年発売の古参商品。こしあんを使っあんころもち。
- 石狩鮭めし

1923年発売のロングセラー商品。鮭飯にいくらを載せたもの。
- さっぽろシウマイ

1959年発売。おかず・つまみ用のしゅうまい単品商品。
- やまべ鮭寿司

1969年発売。鮭とやまべを使った握り寿司。
- えぞ賞味

1983年発売。北海道名産品とされるカニ・イクラ・ウニを使ったもの。
- たらばがに弁当

1994年発売。北海道名産品のたらばがにを使った弁当。その後「特選タラバガニ弁当」にマイナーチェンジされている。

### 駅弁以外
- 弁当

駅弁以外にも、1000円以下 - 2000円台の弁当がラインナップされている。また、実用系弁当（コンビニ弁当風のもの）も多種製造販売している。
- 仕出し料理

パーティ用オードブル・寿司の盛り合わせなど。